# Plecia propeforcipata
Plecia propeforcipata är en tvåvingeart som beskrevs av Hardy 1968. Plecia propeforcipata ingår i släktet Plecia och familjen hårmyggor. Inga underarter finns listade i Catalogue of Life.